# Lijst van voetbalinterlands Canada - Estland
Deze lijst van voetbalinterlands is een overzicht van alle officiële voetbalwedstrijden tussen de nationale teams van Canada en Estland. De landen speelden tot op heden twee keer tegen elkaar. De eerste ontmoeting, een vriendschappelijke wedstrijd, werd gespeeld in Tallinn op 29 maart 2003. Het laatste duel, eveneens een vriendschappelijke wedstrijd, vond plaats op 26 maart 2008 in Tallinn.

## Wedstrijden
| № | Plaats  | Datum         | Competitie        | Wedstrijd        | Uitslag |
| - | ------- | ------------- | ----------------- | ---------------- | ------- |
| 1 | Tallinn | 29 maart 2003 | Vriendschappelijk | Estland – Canada | 2 – 1   |
| 2 | Tallinn | 26 maart 2008 | Vriendschappelijk | Estland – Canada | 2 – 0   |

## Samenvatting
| Competitie        | Totaal gespeeld | Winst Canada | Gelijk | Winst Estland | Doelsaldo Canada – Estland |
| ----------------- | --------------- | ------------ | ------ | ------------- | -------------------------- |
| Vriendschappelijk | 2               | 0            | 0      | 2             | 1 − 4                      |
| Totaal            | 2               | 0            | 0      | 2             | 1 − 4                      |

Wedstrijden bepaald door strafschoppen worden, in lijn met de FIFA, als een gelijkspel gerekend.

## Details

### Eerste ontmoeting
| Vriendschappelijk (Tallinn, Estland, 29 maart 2003): |              | |
| Estland | 2 – 1        | Canada |
| Andres Oper 72' Andres Oper 90' | goals        | 49' Paul Stalteri |
| Arno Pijpers | bondscoach   | Holger Osieck |
| Mart Poom Teet Allas Marek Lemsalu Enar Jääger Urmas Rooba Kert Haavistu 81' Marko Kristal Ott Reinumäe 60' Sergei Terehhov Indrek Zelinski 62' Vjatšeslav Zahovaiko 46' | opstellingen | Patrick Onstad 54' Carl Fletcher Paul Fenwick Richard Hastings Jim Brennan Julian de Guzman Paul Stalteri Daniel Imhof Martin Nash Kevin McKenna 78' Carlo Corazzin |
| Kristen Viikmäe 46' Liivo Leetma 60' Andres Oper 62' Ingemar Teever 81'                                                                                                  | wissels      | 54' Chris Pozniak 78' Rob Friend |
| Kert Haavistu 18' Indrek Zelinski 47' Urmas Rooba 70' | gele kaarten | 78' Julian de Guzman 90' Martin Nash |

### Tweede ontmoeting
| Vriendschappelijk (Tallinn, Estland, 26 maart 2008): |              | |
| Estland | 2 – 0        | Canada |
| Paul Stalteri 59' (e.d.) Vjatšeslav Zahovaiko 90' | goals        | |
| Tarmo Rüütli | bondscoach   | Dale Mitchell |
| Pavel Londak Enar Jääger 90' Taavi Rähn Alo Bärengrub Dmitri Kruglov Ats Purje 69' Aleksandr Dmitrijev 74' Konstantin Vassiljev Ragnar Klavan 56' Tarmo Kink 85' Kaimar Saag | opstellingen | Lars Hirschfeld Michael Klukowski Andrew Hainault Richard Hastings Paul Stalteri Julian de Guzman 46' Issey Nakajima-Farran 75' Atiba Hutchinson Dwayne De Rosario 75' Tomasz Radzinski 46' Ali Gerba |
| Oliver Konsa 56' Vjatšeslav Zahovaiko 69' Martin Vunk 74' Urmas Rooba 85' Tihhon Šišov 90'                                                                                   | wissels      | 46' Partice Bernier 46' Rob Friend 75' Daniel Imhof 75' Josh Simpson |
| Aleksandr Dmitrijev 58' | gele kaarten | 39' Julian de Guzman 81' Richard Hastings 90' Daniel Imhof |

Canadese voetbalbond · A-internationals · Bondscoaches · Selecties · Statistieken · Canadees vrouwenelftal · Canada U21 · Canada U20 · Canada U19 · Canada U18 · Canada U17
1885 – 1949 ·
1950 – 1969 ·
1970 – 1979 ·
1980 – 1989 ·
1990 – 1999 ·
2000 – 2009 ·
2010 – 2019 ·
2020 − 2029
WK 1986
OS 1904 · 
OS 1976 · 
OS 1984
1885 · 
1886 · 
1887 · 
1888 · 
1889–1903 · 
1904 · 
1905–1923 · 
1924 · 
1925 · 
1926 · 
1927 · 
1928–1936 · 
1937 · 
1938–1956 · 
1957 · 
1958–1967 · 
1968 · 
1969–1971 · 
1972 · 
1973 · 
1974 · 
1975 · 
1976 · 
1977 · 
1978–1979 · 
1980 · 
1981 · 
1982 · 
1983 · 
1984 · 
1985 · 
1986 · 
1987 · 
1988 · 
1989 · 
1990 · 
1991 · 
1992 · 
1993 · 
1994 · 
1995 · 
1996 · 
1997 · 
1998 · 
1999 · 
2000 · 
2001 · 
2002 · 
2003 · 
2004 · 
2005 · 
2006 · 
2007 · 
2008 · 
2009 · 
2010 · 
2011 · 
2012 · 
2013 ·
2014 ·
2015 ·
2016 ·
2017 ·
2018 ·
2019 ·
2020 ·
2021 ·
2022
Amerikaanse Maagdeneilanden ·
Argentinië ·
Armenië ·
Aruba ·
Australië ·
Azerbeidzjan ·
Bahrein ·
Barbados ·
België ·
Belize ·
Bermuda ·
Brazilië ·
Bulgarije · 
Chili ·
China ·
Colombia ·
Congo-Brazzaville ·
Costa Rica ·
Cuba ·
Curaçao ·
Cyprus ·
DDR ·
Denemarken ·
Dominica ·
Duitsland ·
Ecuador ·
Egypte ·
El Salvador ·
Engeland ·
Estland ·
Faeröer · 
Finland ·
Frankrijk ·
Ghana ·
Griekenland ·
Guatemala ·
Haïti ·
Honduras ·
Hongarije ·
Hongkong ·
Ierland ·
IJsland ·
Indonesië ·
Iran ·
Italië ·
Jamaica ·
Japan ·
Joegoslavië ·
Kaaimaneilanden ·
Kameroen ·
Kroatië ·
Libië ·
Luxemburg ·
Maleisië ·
Malta ·
Marokko ·
Mauritanië ·
Mexico ·
Moldavië ·
Nederland ·
Nieuw-Zeeland ·
Nigeria ·
Noord-Ierland ·
Noord-Korea ·
Noord-Macedonië ·
Oekraïne ·
Oezbekistan ·
Oostenrijk ·
Panama ·
Paraguay ·
Peru ·
Polen ·
Portugal ·
Puerto Rico ·
Qatar ·
Saint Kitts en Nevis ·
Saint Lucia ·
Saint Vincent en de Grenadines ·
San Marino ·
Saoedi-Arabië ·
Schotland ·
Singapore ·
Slovenië ·
Sovjet-Unie ·
Spanje ·
Suriname ·
Trinidad en Tobago ·
Tsjechië ·
Tunesië ·
Turkije ·
Uruguay ·
Venezuela ·
Verenigde Staten ·
Wales ·
Wit-Rusland ·
Zuid-Afrika ·
Zuid-Korea ·
Zwitserland
België (2022)
EJL · A-internationals · Bondscoaches · Statistieken · Estisch vrouwenelftal · Olympisch elftal · Estland U21 · Estland U20 · Estland U19 · Estland U18 · Estland U17 · Estland U16
1920 – 1929 ·
1930 – 1939 ·
1940 – 1949 ·
1950 – 1990 · 
1990 – 1999 ·
2000 – 2009 ·
2010 – 2019 ·
2020 − 2029
OS 1924
1920 ·
1921 ·
1922 ·
1923 ·
1924 ·
1925 ·
1926 ·
1927 ·
1928 ·
1929 · 
1930 · 
1931 · 
1932 · 
1933 · 
1934 · 
1935 · 
1936 · 
1937 · 
1938 · 
1939 · 
1940 · 
1941 · 
1942 · 
1943 · 1944 · 
1945 · 
1946 · 
1947 · 
1948 · 
1949 · 
1950 – 1990 · 
1991 · 
1992 · 
1993 · 
1994 · 
1995 · 
1996 · 
1997 · 
1998 · 
1999 · 
2000 · 
2001 · 
2002 · 
2003 · 
2004 · 
2005 · 
2006 · 
2007 · 
2008 · 
2009 · 
2010 · 
2011 · 
2012 · 
2013 · 
2014 · 
2015 · 
2016 ·
2017 ·
2018 ·
2019 ·
2020
Albanië ·
Andorra ·
Angola ·
Antigua en Barbuda ·
Argentinië ·
Armenië ·
Azerbeidzjan ·
België ·
Bosnië-Herzegovina ·
Brazilië ·
Bulgarije ·
Canada ·
Chili ·
China ·
Cyprus ·
Denemarken ·
Duitsland ·
Ecuador ·
Egypte ·
El Salvador ·
Engeland ·
Equatoriaal-Guinea ·
Faeröer ·
Fiji ·
Filipijnen ·
Finland ·
Frankrijk ·
Georgië · 
Gibraltar ·
Griekenland ·
Hongarije ·
Hongkong ·
Ierland ·
IJsland ·
Indonesië ·
Irak ·
Israël ·
Italië ·
Jordanië ·
Kazachstan ·
Kirgizië ·
Kroatië ·
Letland ·
Libanon ·
Liechtenstein ·
Litouwen ·
Luxemburg ·
Malta ·
Marokko ·
Mexico ·
Moldavië ·
Montenegro ·
Nederland ·
Nieuw-Caledonië ·
Nieuw-Zeeland ·
Noord-Ierland ·
Noord-Macedonië ·
Noorwegen ·
Oekraïne ·
Oezbekistan ·
Oman ·
Oostenrijk ·
Polen ·
Portugal ·
Qatar ·
Roemenië ·
Rusland ·
Saint Kitts en Nevis ·
San Marino ·
Saoedi-Arabië ·
Schotland ·
Servië ·
Slovenië ·
Slowakije · 
Spanje ·
Tadzjikistan ·
Thailand ·
Trinidad en Tobago ·
Tsjechië ·
Turkije ·
Turkmenistan ·
Uruguay ·
Vanuatu ·
Venezuela ·
Verenigde Arabische Emiraten ·
Verenigde Staten ·
Vietnam ·
Wales ·
Wit-Rusland ·
Zweden ·
Zwitserland